# Randori

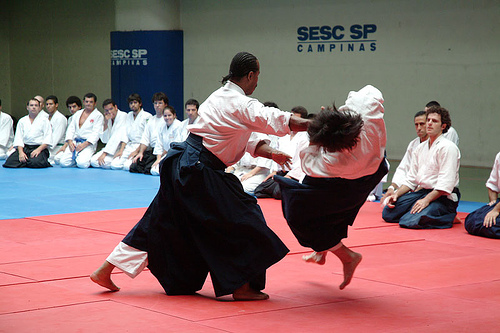
Combat d'Aïkido Tomô

Le randori (乱取り ou 乱捕り en japonais) est une pratique que l'on retrouve dans divers arts martiaux. Elle consiste en un combat d'entraînement lors duquel une personne affronte un partenaire (parfois plusieurs).
Pour les arts martiaux japonais : un tori contre un ou plusieurs uke.

## Randorien judo
Au judo, le randori est un combat libre sans enjeu, généralement pratiqué à l'entraînement. Le randori est opposé au shiai, confrontation durant laquelle la victoire ou la défaite sont l'enjeu.
Le randori, mot qui signifie « libre exercice », se pratique dans les conditions d’une lutte réelle. Il comprend les actes de projeter, d’étrangler, d’immobiliser l’adversaire, de tordre ses bras ou ses jambes. Les deux combattants peuvent se servir de n’importe quel procédé, pourvu qu’ils ne se blessent pas l’un l’autre et qu’ils respectent les règles du judo en manière d’étiquette[réf. obsolète]. (Jigoro Kano)

## Randorien aïkido

### Aïkikaï
En aïkikaï, deux à quatre uke attaquent tori, le plus souvent avec les attaques ryo kata dori ou yokomen uchi, une plus grande diversité d'attaques pouvant être pratiquée (et demandée en passage de grades) au-delà du deuxième dan. La difficulté est croissante avec le nombre d'attaquants, jusqu'à quatre. Au-delà de ce nombre, les uke commencent à se gêner les uns les autres, et les risques de blessures dues à la projection d'un uke sur un autre deviennent importants.
En raison du nombre d'adversaires, tori effectue le plus souvent des techniques simples de projection, du type kokyū nage et shomen ate. kokyū nage doit idéalement être travaillée sous ses formes omote et ura (ici en rentrant dans l'attaque ou en l'absorbant dans un mouvement de rotation), et à deux hauteurs différentes, fin du mouvement debout ou fin du mouvement à genoux, qui permet d'enchaîner sur shomen ate.
La gestion de la distance et de la position des uke est un point essentiel du randori. Il faut en effet tâcher de se déplacer à l'extérieur de l'espace délimité par les uke, qui ne peuvent ainsi attaquer qu'un après l'autre. Pour les mêmes raisons, il est important d'aller au-devant des attaques afin de rester maître de leur rythme en obligeant l' uke de son choix à attaquer.
Le randori est systématiquement demandé comme dernière partie des passages de grade en France. Il se pratique avec deux uke au premier dan, trois au deuxième dan, et quatre à partir du troisième dan.
Il s'agit d'une des rares formes de travail dans l'aïkido aikikai où est employée la technique shomen ate.

### Shodokan
Voir les compétitions shodokan.